# Adam Luthar
Adam pl. Luthar  (madžarsko Luthar Ádám), slovenski evangeličanski duhovnik, pisatelj, plemič  *2. januar 1887, Sebeborci, † 1. september 1972, Maribor. 

## Življenjepis
Adam Luthar se je rodil v Sebeborcih v stari plemiški družini Luthar (Luttar), ki je 29. avgusta 1596 Rudolf II. podelil plemisko listino in grb. Družina je posedovala posestva v Sebeborcih, zato se je njihov priimek včasih zapisoval kot Szembiborczy. Njegov oče je bil Franc Luthar (roj. 1844), mati pa Suzana roj. Franko (roj. 1853).
Osnovno šolo je obiskoval v Puconcih in na Hodošu, klasično gimnazijo pa v Šoporonu, kjer je prav tako študiral teologijo. Študij je nadaljeval na univerzi v Leipzigu. Kot kaplan je služboval v Križevcih pri Ivanu Berkeju in nato daljši čas v Murski Soboti, pri Števanu Kovatšu . 1. septembra 1913 je nastopil službo rednega duhovnika v Puconcih, kjer je deloval vse do svoje smrti 1972. Bil je glavni urednik Düsevnega liszta, sodeloval pa je tudi pri pripravi Evangelicsanszkega kalendarja. Zgledoval se je pri protestantskih prednikih ter izdajal knjige z versko zgodovinsko vsebino, molitvenike in prozo v prekmurščini ter imel tesne stike s prekmurskimi izseljenci po svetu. Kralj Aleksander I. Karađorđević ga je leta 1928 odlikoval z Redom sv. Save (V. stopnje). Poročil se je z Šarolto roj. Fliszar, s katero sta imela dva sinova in eno hčerko.
Sodeloval je pri pripravi in tiskani izdaji literarnih del Janoša Kardoša in Janoša Flisarja, npr. Moses i Josua (1929), ali Zvráči me Gospodne (1936).

## Dela
- Cerkvene pesmi za evangeličanske izseljence. Vküppostavo Luthar Adam dühovnik. 1938
- Evangeliomszke vere ino cérkvi obcsinszki prigodi. Naprejdáni po Kardos Jánosi, hodoskom dühovniki. 1932
- Krsztsanszke czerkvene peszmi. Vödane Szpráviscsam Evangelicsanszkim od Szv. Ivana szlovenszke evangelicsanszke cérkvi. 1941
- Zvráči me, Gospodne! Molitvena Kniga za Evangeličanske Betežnike. Vödánje Harangszo Časopisa. Poslovenčilo Reditelstvo Düševnoga lista. Vödánje Düševnoga lista. 1936 (skupaj z Janos Fliszarjem)

## Galerija
- Adam Luthar z družino: (od leve proti desni) Marija Magdalena, Tibor, Gustav Adolf.